# Temporada 2016 del fútbol colombiano
La Temporada 2016 del fútbol colombiano abarcó todas las actividades relativas a campeonatos de fútbol profesional, nacionales e internacionales, disputados por clubes colombianos, y por las selecciones nacionales de este país en sus diversas categorías.

## Torneos locales

### Categoría Primera A

#### Torneo Apertura
- Final.

| Fecha                                                                 | Ciudad       | Equipo local           | Resultado | Equipo visitante       |
| --------------------------------------------------------------------- | ------------ | ---------------------- | --------- | ---------------------- |
| 15 de junio                                                           | Barranquilla | Junior                 | 1 : 1     | Independiente Medellín |
| 19 de junio                                                           | Medellín     | Independiente Medellín | 2 : 0     | Junior                 |
| Independiente Medellín se coronó campeón tras ganar en el global 3:1. |              |                        |           |                        |

| Campeón Independiente Medellín Sexto título |

#### Torneo Finalización
- Final.

| Fecha                                                   | Ciudad | Equipo local    | Resultado | Equipo visitante |
| ------------------------------------------------------- | ------ | --------------- | --------- | ---------------- |
| 14 de diciembre                                         | Ibagué | Deportes Tolima | 0 : 0     | Santa Fe         |
| 18 de diciembre                                         | Bogotá | Santa Fe        | 1 : 0     | Deportes Tolima  |
| Santa Fe se coronó campeón tras ganar en el global 1:0. |        |                 |           |                  |

| Campeón Santa Fe Noveno título |

#### Tabla de reclasificación
En la tabla de reclasificación se lleva a cabo la sumatoria de puntos de los clubes en todos los partidos de los dos torneos de primera división —el Apertura y el Finalización (incluyendo play-offs)—, con el objetivo de definir los equipos clasificados de Colombia a los torneos internacionales de Conmebol para el siguiente año. 
Aunque Dimayor inicialmente definió en el reglamento que la distribución de cupos iba a ser igual que en el año anterior, Conmebol en septiembre de 2016 reorganizó el cronograma y sistema de competición de la Copa Libertadores de América y la Copa Sudamericana para ser implementado en 2017, principalmente definiendo que la Copa Libertadores se jugará desde febrero hasta diciembre. Teniendo en cuenta lo anterior, ningún equipo podrá clasificar directamente a ambos torneos (Libertadores y Sudamericana), modificación que afectó directamente al fútbol colombiano ya que la Superliga de Colombia (torneo que juegan los dos campeones de liga) concedía cupo a Copa Sudamericana y, asimismo, el campeón del Apertura o del Finalización si ganaba la Copa Colombia podía clasificar a ambas competiciones.
Debido a lo anterior, Conmebol definió la distribución de los cupos de la siguiente manera:
- Copa Libertadores de América: Colombia 1 y Colombia 2 (que clasificarán directamente a fase de grupos) corresponderán a los campeones del Apertura 2016 y Finalización 2016, respectivamente. Los cupos de Colombia 3 y Colombia 4 (que iniciarán el torneo desde la Fase 2) los tomarán el 1° y el 2° mejor ubicado en la tabla de reclasificación (no campeones de Apertura, Finalización o Copa Colombia). Este orden de cupos solo se modificará si un equipo colombiano queda campeón de Copa Libertadores o Copa Sudamericana, ya que dicho campeón pasaría a ser Colombia 1 y los otros cuatro cupos se correrían hasta Colombia 5 (o hasta Colombia 6 si dos equipos colombianos quedan campeones de ambos torneos).
- Copa Sudamericana: el cupo de Colombia 1 lo tomará el campeón de la Copa Colombia 2016. Colombia 2, Colombia 3 y Colombia 4 serán para el 3°, 4° y 5° mejor ubicados en la tabla de reclasificación (no campeones de Apertura, Finalización o Copa Colombia). Los cuatro clasificados empezarán el torneo desde la primera fase.

Nota: En caso de que haya un mismo campeón en los torneos Apertura y Finalización, a la Copa Libertadores irán los tres mejores en la reclasificación. De otra forma, si uno de los campeones del torneo Apertura y Finalización queda campeón de Copa Colombia, el cupo a la Copa Sudamericana lo tomará el segundo mejor equipo por rendimiento de la Copa Colombia que no haya clasificado a la Copa Libertadores.

| Pos. | Equipos                          | PJ | PG | PE | PP | GF | GC | Dif. | Pts. |
| ---- | -------------------------------- | -- | -- | -- | -- | -- | -- | ---- | ---- |
| 1.   | Santa Fe (F)                     | 48 | 24 | 13 | 11 | 62 | 38 | 24   | 85   |
| 2.   | Atlético Nacional (CL) (CC) (SL) | 48 | 22 | 18 | 8  | 82 | 49 | 33   | 84   |
| 3.   | Independiente Medellín (A)       | 48 | 23 | 14 | 11 | 74 | 53 | 21   | 83   |
| 4.   | Millonarios                      | 44 | 23 | 7  | 14 | 64 | 48 | 16   | 76   |
| 5.   | Junior                           | 46 | 18 | 17 | 11 | 59 | 55 | 4    | 71   |
| 6.   | Deportivo Cali                   | 44 | 20 | 10 | 14 | 64 | 51 | 13   | 70   |
| 7.   | Patriotas                        | 42 | 18 | 10 | 14 | 47 | 44 | 3    | 64   |
| 8.   | Deportes Tolima                  | 46 | 17 | 13 | 16 | 54 | 53 | 1    | 64   |
| 9.   | Rionegro Águilas                 | 42 | 17 | 11 | 14 | 55 | 53 | 2    | 62   |
| 10.  | Atlético Bucaramanga             | 44 | 14 | 20 | 10 | 52 | 50 | 2    | 62   |
| 11.  | Cortuluá                         | 44 | 13 | 13 | 18 | 57 | 62 | -5   | 52   |
| 12.  | Once Caldas                      | 40 | 14 | 9  | 17 | 51 | 46 | 5    | 51   |
| 13.  | Envigado F.C.                    | 40 | 13 | 12 | 15 | 44 | 42 | 2    | 51   |
| 14.  | Alianza Petrolera                | 40 | 12 | 11 | 17 | 46 | 55 | -9   | 47   |
| 15.  | Jaguares                         | 40 | 12 | 10 | 18 | 32 | 49 | -17  | 46   |
| 16.  | Deportivo Pasto                  | 40 | 10 | 14 | 16 | 38 | 51 | -13  | 44   |
| 17.  | La Equidad                       | 40 | 9  | 15 | 16 | 44 | 57 | -13  | 42   |
| 18.  | Atlético Huila                   | 40 | 11 | 9  | 20 | 36 | 53 | -17  | 42   |
| 19.  | Fortaleza                        | 40 | 9  | 8  | 23 | 36 | 62 | -26  | 35   |
| 20.  | Boyacá Chicó                     | 40 | 7  | 10 | 23 | 35 | 61 | -26  | 31   |

Fuente: Web oficial de Dimayor
|  | Clasificado a la Fase de grupos de la Copa Libertadores 2017 como vigente campeón. |
|  | Clasificado a la Fase de grupos de la Copa Libertadores 2017.                      |
|  | Clasificado a la Fase 2 de la Copa Libertadores 2017.                              |
|  | Clasificado a la Primera fase de la Copa Sudamericana 2017.                        |

| (CC) Campeón de la Copa Colombia 2016.         |
| (A) Campeón del Torneo Apertura 2016.          |
| (F) Campeón del Torneo Finalización 2016.      |
| (SL) Campeón de la Superliga de Colombia 2016. |
| (CL) Campeón de la Copa Libertadores 2016.     |

##### Representantes en competición internacional
| Clasificado como | Copa Conmebol Libertadores 2017 | Copa Conmebol Sudamericana 2017 |
| ---------------- | ------------------------------- | ------------------------------- |
| Colombia 1       | Atlético Nacional               | Deportes Tolima                 |
| Colombia 2       | Independiente Medellín          | Deportivo Cali                  |
| Colombia 3       | Santa Fe                        | Patriotas                       |
| Colombia 4       | Millonarios                     | Rionegro Águilas                |
| Colombia 5       | Junior                          |                                 |

#### Tabla del descenso
Los ascensos y descensos en el fútbol colombiano se definen por la Tabla de descenso, la cual promedia las campañas: 2014-I, 2014-II, 2015-I, 2015-II, 2016-I y 2016-II. Los puntos de la tabla se obtienen de la división del puntaje total entre partidos jugados, únicamente en la fase de todos contra todos.
Los dos últimos  equipos en dicha tabla descenderán a la Categoría Primera B dándole el ascenso directo al campeón y subcampeón de la segunda categoría. Ya no existirá la serie de promoción en la cual el equipo que ocupaba el penúltimo lugar en la Tabla de descenso, disputaba la serie de promoción ante el subcampeón de la Primera B en partidos de ida y vuelta.
Cabe recordar que en la tabla de descenso no cuentan los partidos de los cuartos de final, la semifinal ni la final del campeonato, únicamente los de la fase todos contra todos.
| Pos. | Equipos                | PJ  | GF  | GC  | Dif. | Pts. | Prom. |
| ---- | ---------------------- | --- | --- | --- | ---- | ---- | ----- |
| 20.  | Fortaleza CEIF (D)     | 116 | 114 | 183 | -69  | 111  | 0.957 |
| 19.  | Boyacá Chicó (D)       | 116 | 103 | 157 | -54  | 112  | 0.966 |
| 18.  | Deportivo Pasto        | 116 | 117 | 170 | -53  | 121  | 1.043 |
| 17.  | Jaguares               | 116 | 110 | 170 | -60  | 122  | 1.052 |
| 16.  | Cortuluá               | 116 | 128 | 155 | -27  | 125  | 1.078 |
| 15.  | Atlético Bucaramanga   | 116 | 125 | 167 | -42  | 131  | 1.129 |
| 14.  | La Equidad             | 116 | 120 | 153 | -33  | 137  | 1.181 |
| 13.  | Atlético Huila         | 116 | 129 | 147 | -18  | 145  | 1.25  |
| 12.  | Alianza Petrolera      | 116 | 121 | 133 | -12  | 154  | 1.328 |
| 11.  | Envigado F.C.          | 116 | 128 | 117 | 11   | 160  | 1.379 |
| 10.  | Patriotas              | 116 | 125 | 133 | -8   | 164  | 1.414 |
| 9.   | Once Caldas            | 116 | 156 | 126 | 30   | 165  | 1.422 |
| 8.   | Deportes Tolima        | 116 | 143 | 131 | 12   | 170  | 1.466 |
| 7.   | Rionegro Águilas       | 116 | 137 | 127 | 10   | 171  | 1.474 |
| 6.   | Deportivo Cali         | 116 | 167 | 144 | 23   | 180  | 1.552 |
| 5.   | Millonarios            | 116 | 163 | 122 | 41   | 185  | 1.595 |
| 4.   | Junior                 | 116 | 150 | 123 | 27   | 189  | 1.629 |
| 3.   | Santa Fe               | 116 | 153 | 97  | 57   | 193  | 1.664 |
| 2.   | Independiente Medellín | 116 | 173 | 134 | 39   | 194  | 1.672 |
| 1.   | Atlético Nacional      | 116 | 201 | 104 | 97   | 218  | 1.879 |

Fuente: Web oficial de Dimayor
| (D) | Descenso a la Categoría Primera B para la temporada 2017. |

##### Cambios de categoría
|  | Fortaleza Boyacá Chicó |

|  | América de Cali Tigres |

### Categoría Primera B
- Cuadrangulares

| Ganador Grupo A Tigres F. C. Ascendido a la Primera A 2017 | Ganador Grupo B América de Cali Ascendido a la Primera A 2017 |
| ---------------------------------------------------------- | ------------------------------------------------------------- |

- Final

| Fecha                                                           | Ciudad | Equipo local    | Resultado | Equipo visitante |
| --------------------------------------------------------------- | ------ | --------------- | --------- | ---------------- |
| 5 de diciembre                                                  | Bogotá | Tigres          | 0 : 2     | América de Cali  |
| 10 de diciembre                                                 | Cali   | América de Cali | 3 : 1     | Tigres           |
| América de Cali se coronó campeón con un marcador global de 5:1 |        |                 |           |                  |

|                                       |
| Colombia                              |
| Campeón América de Cali Primer título |

### Copa Colombia
- Final

| Fecha                                                             | Ciudad       | Equipo local      | Resultado | Equipo visitante  |
| ----------------------------------------------------------------- | ------------ | ----------------- | --------- | ----------------- |
| 13 de noviembre                                                   | Medellín     | Atlético Nacional | 2 : 1     | Junior            |
| 17 de noviembre                                                   | Barranquilla | Junior            | 0 : 1     | Atlético Nacional |
| Atlético Nacional se coronó campeón con un marcador global de 3:1 |              |                   |           |                   |

|                                         |
| Colombia                                |
| Campeón Atlético Nacional Tercer título |

### Superliga de Colombia
| Fecha                                                             | Ciudad   | Equipo local      | Resultado | Equipo visitante  |
| ----------------------------------------------------------------- | -------- | ----------------- | --------- | ----------------- |
| 23 de enero                                                       | Palmira  | Deportivo Cali    | 0 : 2     | Atlético Nacional |
| 27 de enero                                                       | Medellín | Atlético Nacional | 3 : 0     | Deportivo Cali    |
| Atlético Nacional se coronó campeón con un marcador global de 5:0 |          |                   |           |                   |

|                                          |
| Colombia                                 |
| Campeón Atlético Nacional Segundo título |

## Torneos internacionales

### Copa Libertadores de América
| Equipo            | Fase final             | Pts. | PJ | PG | PE | PP | GF | GC | DG  | Rend.  |
| ----------------- | ---------------------- | ---- | -- | -- | -- | -- | -- | -- | --- | ------ |
| Deportivo Cali    | Segunda fase (Grupo 3) | 3    | 6  | 0  | 3  | 3  | 7  | 18 | -11 | 16,7 % |
| Santa Fe          | Segunda fase (Grupo 8) | 14   | 8  | 4  | 2  | 2  | 12 | 5  | 7   | 58,3 % |
| Atlético Nacional | Campeón                | 33   | 14 | 10 | 3  | 1  | 25 | 6  | 19  | 78,6 % |

#### Final
| Fecha                                                              | Ciudad   | Equipo local            | Resultado | Equipo visitante        |
| ------------------------------------------------------------------ | -------- | ----------------------- | --------- | ----------------------- |
| 20 de julio                                                        | Quito    | Independiente del Valle | 1 : 1     | Atlético Nacional       |
| 27 de julio                                                        | Medellín | Atlético Nacional       | 1 : 0     | Independiente del Valle |
| Atlético Nacional se coronó campeón con un marcador global de 2:1. |          |                         |           |                         |

|                                      |
| Bandera de Colombia                  |
| Campeón Atlético Nacional 2.º título |

### Copa Sudamericana
| Equipo                 | Fase final       | Pts. | PJ | PG | PE | PP | GF | GC | DG | Rend.  |
| ---------------------- | ---------------- | ---- | -- | -- | -- | -- | -- | -- | -- | ------ |
| Deportes Tolima        | Primera fase     | 1    | 2  | 0  | 1  | 1  | 0  | 1  | -1 | 16,7 % |
| Santa Fe               | Octavos de final | 3    | 2  | 1  | 0  | 1  | 3  | 4  | -1 | 50 %   |
| Independiente Medellín | Cuartos de final | 11   | 8  | 3  | 2  | 3  | 8  | 8  | 0  | 45,8 % |
| Junior                 | Cuartos de final | 15   | 8  | 4  | 3  | 1  | 9  | 6  | 3  | 62,5 % |
| Atlético Nacional      | Subcampeón       | 20   | 10 | 5  | 5  | 0  | 16 | 5  | 11 | 66,7 % |

#### Final
| Fecha | Ciudad   | Equipo local      | Resultado | Equipo visitante  |
| --- | -------- | ----------------- | --------- | ----------------- |
| 30 de noviembre | Medellín | Atlético Nacional | Cancelado | Chapecoense       |
| 7 de diciembre | Curitiba | Chapecoense       | Cancelado | Atlético Nacional |
| La serie definitoria fue cancelada por lo ocurrido en el accidente del Vuelo 2933 de LaMia. Atlético Nacional finalizó subcampeón. |          |                   |           |                   |

### Recopa Sudamericana
| Fecha                                                                             | Ciudad       | Equipo local | Resultado | Equipo visitante |
| --------------------------------------------------------------------------------- | ------------ | ------------ | --------- | ---------------- |
| 18 de agosto                                                                      | Bogotá       | Santa Fe     | 0 : 0     | River Plate      |
| 25 de agosto                                                                      | Buenos Aires | River Plate  | 2 : 1     | Santa Fe         |
| Santa Fe finalizó subcampeón del torneo tras caer con un resultado global de 2:1. |              |              |           |                  |

### Copa Suruga Bank
| Fecha                                                      | Ciudad  | Equipo local    | Resultado | Equipo visitante |
| ---------------------------------------------------------- | ------- | --------------- | --------- | ---------------- |
| 10 de agosto                                               | Ibaraki | Kashima Antlers | 0 : 1     | Santa Fe         |
| Santa Fe se coronó campeón con un marcador de 1:0 a favor. |         |                 |           |                  |

|                              |
| Bandera de Colombia          |
| Campeón Santa Fe 1.er título |

### Copa Mundial de Clubes de la FIFA
| Equipo            | Fase final   | Pts. | PJ | PG | PE | PP | GF | GC | DG | Rend.  |
| ----------------- | ------------ | ---- | -- | -- | -- | -- | -- | -- | -- | ------ |
| Atlético Nacional | Tercer lugar | 1    | 2  | 0  | 1  | 1  | 2  | 5  | -3 | 16,7 % |

### Copa Libertadores Sub-20
| Equipo   | Fase final   | Pts. | PJ | PG | PE | PP | GF | GC | DG | Rend.  |
| -------- | ------------ | ---- | -- | -- | -- | -- | -- | -- | -- | ------ |
| Cortuluá | Tercer lugar | 10   | 5  | 3  | 1  | 1  | 10 | 5  | 5  | 66,7 % |

### Copa Libertadores de América Femenina
| Equipo                  | Fase final     | Pts. | PJ | PG | PE | PP | GF | GC | DG | Rend. |
| ----------------------- | -------------- | ---- | -- | -- | -- | -- | -- | -- | -- | ----- |
| Generaciones Palmiranas | Fase de grupos | 4    | 3  | 1  | 1  | 1  | 8  | 3  | 5  |       |

## Selección nacional masculina

### Mayores

#### Copa América Centenario
| Equipo             | Pts. | PJ | PG | PE | PP | GF | GC | DG | Rend.  |
| ------------------ | ---- | -- | -- | -- | -- | -- | -- | -- | ------ |
| Selección nacional | 10   | 6  | 3  | 1  | 2  | 7  | 6  | 1  | 55,6 % |

- Resultado final: tercer lugar.

Grupo A
| Selección      | Pts. | PJ | PG | PE | PP | GF | GC | Dif. |
| -------------- | ---- | -- | -- | -- | -- | -- | -- | ---- |
| Estados Unidos | 6    | 3  | 2  | 0  | 1  | 5  | 2  | 3    |
| Colombia       | 6    | 3  | 2  | 0  | 1  | 6  | 4  | 2    |
| Costa Rica     | 5    | 3  | 1  | 1  | 1  | 3  | 6  | -3   |
| Paraguay       | 1    | 3  | 0  | 1  | 2  | 1  | 3  | -2   |

| 3 de junio de 2016, 18:30 (UTC-7) | Estados Unidos | 0ː2 (0ː2) | Colombia                         | Levi's Stadium, San Francisco |                            |
|                                   |                | Reporte   | 7' Zapata · 41' (pen.) Rodríguez | Árbitro(s): Roberto García    | Árbitro(s): Roberto García |

| 7 de junio de 2016, 19:30 (UTC-7) | Colombia                  | 2:1 (2:0) | Paraguay  | Estadio Rose Bowl, Pasadena                             |                                                         |
|                                   | 11' Bacca · 29' Rodríguez | Reporte   | 70' Ayala | Asistencia: 42 766 espectadores Árbitro(s): Héber Lopes | Asistencia: 42 766 espectadores Árbitro(s): Héber Lopes |

| 11 de junio de 2016, 20:00 (UTC-5) | Colombia                 | 2:3 (1:2) | Costa Rica                                 | Estadio NRG, Houston    |                         |
|                                    | 6' Fabra · 72' M. Moreno | Reporte   | 1' Venegas · 33' (a.g.) Fabra · 57' Borges | Árbitro(s): José Argote | Árbitro(s): José Argote |

Cuartos de final
| 17 de junio de 2016, 20:00 (UTC-4) | Perú                             | 0:0 (2:4 p.)               | Colombia                              | MetLife Stadium, East Rutherford                             |                                                              |
|                                    |                                  | Reporte                    |                                       | Asistencia: 79 194 espectadores Árbitro(s): Patricio Loustau | Asistencia: 79 194 espectadores Árbitro(s): Patricio Loustau |
|                                    |                                  | Tiros desde el punto penal |                                       |                                                              |                                                              |
|                                    | Ruidíaz · Tapia · Trauco · Cueva |                            | Rodríguez · Cuadrado · Moreno · Pérez |                                                              |                                                              |

Semifinales
| 22 de junio de 2016, 19:00 (UTC-5)                                                     | Colombia | 0:2 (0:2) | Chile                        | Soldier Field, Chicago                                   |                                                          |
|                                                                                        |          | Reporte   | Aránguiz 6' · Fuenzalida 10' | Asistencia: 55 423 espectadores Árbitro(s): Joel Aguilar | Asistencia: 55 423 espectadores Árbitro(s): Joel Aguilar |
| El inicio del segundo tiempo se retrasó dos horas debido a las condiciones climáticas. |          |           |                              |                                                          |                                                          |

Tercer puesto
| 25 de junio de 2016, 17:00 (UTC-7) | Estados Unidos | 0:1 (0:1) | Colombia  | Estadio Universidad Phoenix, Glendale |                              |
|                                    |                | Reporte   | Bacca 30' | Árbitro(s): Daniel Fedorczuk          | Árbitro(s): Daniel Fedorczuk |

#### Partidos de la Selección mayor en 2016
| Fecha           | Lugar                                                         | Rival          | Marcador                                                       | Competencia              | Goles de Colombia                                                   |
| --------------- | ------------------------------------------------------------- | -------------- | -------------------------------------------------------------- | ------------------------ | ------------------------------------------------------------------- |
| 24 de marzo     | Estadio Hernando Siles La Paz, Bolivia                        | Bolivia        | 3 : 2 Archivado el 25 de junio de 2016 en Wayback Machine.     | Eliminatorias Rusia 2018 | 10' James Rodríguez · 41' Carlos Bacca · 90+2' Edwin Cardona        |
| 29 de marzo     | Estadio Metropolitano Roberto Meléndez Barranquilla, Colombia | Ecuador        | 3 : 1 Archivado el 2 de junio de 2016 en Wayback Machine.      | Eliminatorias Rusia 2018 | 14' 67' Carlos Bacca · 47' Sebastián Pérez                          |
| 29 de mayo      | Marlins Park Miami, Estados Unidos                            | Haití          | 3 : 1                                                          | Amistoso                 | 12' Dayro Moreno · 53' Juan Guillermo Cuadrado · 71' Roger Martínez |
| 3 de junio      | Levi's Stadium San Francisco, Estados Unidos                  | Estados Unidos | 2 : 0                                                          | Copa América Centenario  | 7' Cristian Zapata · 41' (pen.) James Rodríguez                     |
| 7 de junio      | Estadio Rose Bowl Pasadena, Estados Unidos                    | Paraguay       | 2 : 1                                                          | Copa América Centenario  | 11' Carlos Bacca · 29' James Rodríguez                              |
| 11 de junio     | Estadio NRG Houston, Estados Unidos                           | Costa Rica     | 2 : 3                                                          | Copa América Centenario  | 6' Frank Fabra · 72' Marlos Moreno                                  |
| 17 de junio     | MetLife Stadium East Rutherford, Estados Unidos               | Perú           | 0 : 0 (4:2 pen.)                                               | Copa América Centenario  | Sin goles                                                           |
| 22 de junio     | Estadio Soldier Field Chicago, Estados Unidos                 | Chile          | 0 : 2                                                          | Copa América Centenario  | Sin goles                                                           |
| 25 de junio     | Estadio Universidad Phoenix Glendale, Estados Unidos          | Estados Unidos | 1 : 0                                                          | Copa América Centenario  | 30' Carlos Bacca                                                    |
| 1 de septiembre | Estadio Metropolitano Roberto Meléndez Barranquilla, Colombia | Venezuela      | 2 : 0 Archivado el 1 de septiembre de 2016 en Wayback Machine. | Eliminatorias Rusia 2018 | 45' James Rodríguez · 81' Macnelly Torres                           |
| 6 de septiembre | Arena da Amazônia Manaus, Brasil                              | Brasil         | 1 : 2 Archivado el 5 de septiembre de 2016 en Wayback Machine. | Eliminatorias Rusia 2018 | 36' (a.g.) Marquinhos                                               |
| 6 de octubre    | Estadio Defensores del Chaco Asunción, Paraguay               | Paraguay       | 1 : 0 Archivado el 9 de octubre de 2016 en Wayback Machine.    | Eliminatorias Rusia 2018 | 90+1' Edwin Cardona                                                 |
| 11 de octubre   | Estadio Metropolitano Roberto Meléndez Barranquilla, Colombia | Uruguay        | 2 : 2 Archivado el 12 de octubre de 2016 en Wayback Machine.   | Eliminatorias Rusia 2018 | 15' Abel Aguilar · 84' Yerry Mina                                   |
| 10 de noviembre | Estadio Metropolitano Roberto Meléndez Barranquilla, Colombia | Chile          | 0 : 0 Archivado el 11 de noviembre de 2016 en Wayback Machine. | Eliminatorias Rusia 2018 | Sin goles                                                           |
| 15 de noviembre | Estadio San Juan del Bicentenario San Juan, Argentina         | Argentina      | 0 : 3 Archivado el 16 de noviembre de 2016 en Wayback Machine. | Eliminatorias Rusia 2018 | Sin goles                                                           |

### Sub-23

#### Repesca de clasificación aRío 2016
Tras ser subcampeón del Campeonato Sudamericano de Fútbol Sub-20 de 2015, el seleccionado sub-23 de Colombia obtuvo el derecho de disputar una repesca internacional para clasificar a los Juegos Olímpicos de Río de Janeiro 2016, la cual fue disputada con partidos a ida y vuelta los días 25 y 29 de marzo frente a la selección sub-23 de Estados Unidos. 
| 25 de marzo de 2016, 15:30 (UTC-5) | Colombia            | 1:1 (0:1) | Estados Unidos | Estadio Metropolitano Roberto Meléndez, Barranquilla, Colombia |                          |
|                                    | Quintero 66' (pen.) | Reporte   | Gil 5'         | Árbitro(s): Cüneyt Çakır                                       | Árbitro(s): Cüneyt Çakır |

| 29 de marzo de 2016, 20:35 (UTC-5) | Estados Unidos     | 1:2 (0:1) | Colombia          | Toyota Stadium, Frisco, Estados Unidos |                             |
|                                    | Machado 57' (a.g.) | Reporte   | Martínez 30', 64' | Árbitro(s): Ravshan Irmatov            | Árbitro(s): Ravshan Irmatov |

#### Juegos Olímpicos de Río de Janeiro 2016
| Equipo                    | Pt | PJ | PG | PE | PP | GF | GC | DG | Rend.  |
| ------------------------- | -- | -- | -- | -- | -- | -- | -- | -- | ------ |
| Selección nacional sub-23 | 5  | 4  | 1  | 2  | 1  | 6  | 6  | 0  | 52,5 % |

- Resultado final: Eliminado en Cuartos de final.

Grupo B
| Equipo   | Pts. | PJ | PG | PE | PP | GF | GC | Dif. |
| -------- | ---- | -- | -- | -- | -- | -- | -- | ---- |
| Nigeria  | 6    | 3  | 2  | 0  | 1  | 6  | 6  | 0    |
| Colombia | 5    | 3  | 1  | 2  | 0  | 6  | 4  | 2    |
| Japón    | 4    | 3  | 1  | 1  | 1  | 7  | 7  | 0    |
| Suecia   | 1    | 3  | 0  | 1  | 2  | 2  | 4  | -2   |

| 4 de agosto de 2016, 19:00 (UTC-4) | Suecia                    | 2:2 (1:1) | Colombia                  | Estadio Arena da Amazônia, Manaus                            |                                                              |
|                                    | Ishak 43' · Ajdarević 62' | Reporte   | 17' Gutiérrez · 75' Pabón | Asistencia: 40 996 espectadores Árbitro(s): Fahad Al-Mirdasi | Asistencia: 40 996 espectadores Árbitro(s): Fahad Al-Mirdasi |

| 7 de agosto de 2016, 21:00 (UTC-4) | Japón                    | 2:2 (0:0) | Colombia                            | Estadio Arena da Amazônia, Manaus                          |                                                            |
|                                    | Asano 67' · Nakajima 74' | Reporte   | 59' Gutiérrez · 65' (a.g.) Fujiharu | Asistencia: 40 103 espectadores Árbitro(s): Sergei Karasev | Asistencia: 40 103 espectadores Árbitro(s): Sergei Karasev |

| 10 de agosto de 2016, 19:00 (UTC-3) | Colombia                 | 2:0 (1:0) | Nigeria | Estadio Arena Corinthians, São Paulo                    |                                                         |
|                                     | Gutierrez 4' · Pabón 63' | Reporte   |         | Asistencia: 36 702 espectadores Árbitro(s): César Ramos | Asistencia: 36 702 espectadores Árbitro(s): César Ramos |

Cuartos de final
| 13 de agosto de 2016, 22:00 (UTC-3) | Brasil                | 2:0 (1:0) | Colombia | Estadio Arena Corinthians, São Paulo                     |                                                          |
|                                     | Neymar 12' · Luan 83' | Reporte   |          | Asistencia: 41 560 espectadores Árbitro(s): Cüneyt Çakır | Asistencia: 41 560 espectadores Árbitro(s): Cüneyt Çakır |

## Selección nacional femenina

### Mayores

#### Partidos de la Selección mayor en 2016
| Fecha       | Lugar                                          | Rival          | Marcador | Competencia                            | Goles de Colombia                    |
| ----------- | ---------------------------------------------- | -------------- | -------- | -------------------------------------- | ------------------------------------ |
| 6 de abril  | Rentschler Field East Hartford, Estados Unidos | Estados Unidos | 0 : 7    | Amistoso internacional                 | No hubo                              |
| 10 de abril | Talen Energy Stadium Chester, Estados Unidos   | Estados Unidos | 0 : 3    | Amistoso internacional                 | No hubo                              |
| 25 de mayo  | Ciudad Deportiva Isla de Margarita, Venezuela  | Venezuela      | 2 : 0    | Amistoso internacional                 | 59' Catalina Usme · 62' Lady Andrade |
| 27 de mayo  | Ciudad Deportiva Isla de Margarita, Venezuela  | Venezuela      | 1 : 0    | Amistoso internacional                 | 79' Catalina Usme                    |
| 3 de agosto | Estadio Mineirão Belo Horizonte, Brasil        | Francia        | 0 : 3    | Torneo Olímpico de Río de Janeiro 2016 | No hubo                              |
| 6 de agosto | Estadio Mineirão Belo Horizonte, Brasil        | Nueva Zelanda  | 0 : 1    | Torneo Olímpico de Río de Janeiro 2016 | No hubo                              |
| 9 de agosto | Arena da Amazônia Manaus, Brasil               | Estados Unidos | 2 : 2    | Torneo Olímpico de Río de Janeiro 2016 | 26', 90' Catalina Usme               |

#### Juegos Olímpicos de Río de Janeiro 2016
| Equipo                      | Pts. | PJ | PG | PE | PP | GF | GC | DG | Rend.  |
| --------------------------- | ---- | -- | -- | -- | -- | -- | -- | -- | ------ |
| Selección nacional femenina | 1    | 3  | 0  | 1  | 2  | 2  | 7  | -5 | 11,1 % |

- Resultado final: Eliminado en fase de grupos.

Grupo G
| Equipo         | Pts. | PJ | PG | PE | PP | GF | GC | Dif. |
| -------------- | ---- | -- | -- | -- | -- | -- | -- | ---- |
| Estados Unidos | 7    | 3  | 2  | 1  | 0  | 5  | 2  | 3    |
| Francia        | 6    | 3  | 2  | 0  | 1  | 7  | 1  | 6    |
| Nueva Zelanda  | 3    | 3  | 1  | 0  | 2  | 1  | 5  | -4   |
| Colombia       | 1    | 3  | 0  | 1  | 2  | 2  | 7  | -5   |

| 3 de agosto de 2016, 22:00 (UTC-3) | Francia                                                 | 4:0 (3:0) | Colombia | Estadio Mineirão, Belo Horizonte                       |                                                        |
|                                    | Arias 2' (a.g.) · Le Sommer 14' · Abily 42' · Majri 82' | Reporte   |          | Asistencia: 6 849 espectadores Árbitro(s): Ri Hyang-Ok | Asistencia: 6 849 espectadores Árbitro(s): Ri Hyang-Ok |

| 6 de agosto de 2016, 20:00 (UTC-3) | Colombia | 0:1 (0:1) | Nueva Zelanda | Estadio Mineirão, Belo Horizonte                      |                                                       |
|                                    |          | Reporte   | - 31' Hearn   | Asistencia: 8 505 espectadores Árbitra: Gladys Lengwe | Asistencia: 8 505 espectadores Árbitra: Gladys Lengwe |

| 9 de agosto de 2016, 18:00 (UTC-4) | Colombia     | 2:2 (1:1) | Estados Unidos      | Estadio Arena da Amazônia, Manaus                      |                                                        |
| | Usme 26' 90' | Reporte   | 42' Dunn · 60' Pugh | Asistencia: 30 557 espectadores Árbitra: Teodora Albon | Asistencia: 30 557 espectadores Árbitra: Teodora Albon |
| Catalina Usme convierte el primer gol colombiano en Juegos Olímpicos Torneo femenino. Al igual que ser la primera en marcar un doblete colombiano. |              |           |                     |                                                        |                                                        |

### Sub-17

#### Campeonato Sudamericano Femenino de Fútbol Sub-17
| Equipo                             | Pt | PJ | PG | PE | PP | GF | GC | DG | Rend.  |
| ---------------------------------- | -- | -- | -- | -- | -- | -- | -- | -- | ------ |
| Selección nacional femenina sub-17 | 7  | 7  | 2  | 1  | 4  | 5  | 9  | -4 | 33,3 % |

- Resultado final: Cuarto lugar.